# Budy
Budy was een werkkamp dat fungeerde als subkamp van Auschwitz. In Budy, gelegen in het gelijknamige dorp, werd aan landbouw gedaan op speciaal daarvoor opgericht SS-boerderijen. De gevangenen van het kamp waren tussen april 1942 en januari 1945 bezig met het verbouwen van diverse gewassen, het graven van geulen en het uitdiepen van visvijvers. Enkele boerderijen sloten al vroegtijdig in dit kamp. Het kamp telde enkele honderden, voornamelijk vrouwelijke, gevangenen.